# Rwanda op de Olympische Zomerspelen 1992
Rwanda nam deel aan de Olympische Zomerspelen 1992 in Barcelona, Spanje. Het was de derde opeenvolgende olympische deelname van het Midden-Afrikaanse land.

## Deelnemers en resultaten

### Atletiek
| Olympiër             | Discipline   | Resultaat | Prestatie                 |
| -------------------- | ------------ | --------- | ------------------------- |
| Alphonse Munyeshyaka | 1500m (m)    | 44e       | serie 2: 13de in 3.58,75  |
| Seraphin Mugabo      | 5000m (m)    | 44e       | serie 4: 11de in 14.25,97 |
| Mathias Ntawulikura  | 10000m (m)   | 25e       | serie 2: 12de in 28.51,79 |
| Ildefonse Schirwa    | marathon (m) | 60e       | 2:27.44                   |
|                      |              |           |                           |
| Laurence Niyonsaba   | 1500m (v)    | 33e       | serie 1: 12de in 4.24,87  |
| Inmaculle Naberaho   | 3000m (v)    | 31e       | serie 2: 10de in 10.02,62 |
| Marciana Mukamurenzi | 10000m (v)   | 24e       | serie 1: 12de in 33.00,66 |

### Wielersport
| Olympiër             | Discipline       | Resultaat | Prestatie      |
| -------------------- | ---------------- | --------- | -------------- |
| Faustin Mparabanyi   | wegwedstrijd (m) | DNF       | niet gefinisht |
| Emmanuel Nkurunziza  | wegwedstrijd (m) | DNF       | niet gefinisht |
| Alphonse Nshimiyiama | wegwedstrijd (m) | DNF       | niet gefinisht |

Albanië · Algerije · Amerikaanse Maagdeneilanden · Amerikaans-Samoa · Andorra · Angola · Antigua en Barbuda · Argentinië · Aruba · Australië · Bahama's · Bahrein · Bangladesh · Barbados · België · Belize · Benin · Bermuda · Bhutan · Bolivia · Bosnië en Herzegovina · Botswana · Brazilië · Britse Maagdeneilanden · Bulgarije · Burkina Faso · Canada · Centraal-Afrikaanse Republiek · Chili · China · Chinees Taipei · Colombia · Congo-Brazzaville · Cookeilanden · Costa Rica · Cuba · Cyprus · Denemarken · Djibouti · Dominicaanse Republiek · Duitsland · Ecuador · Egypte · El Salvador · Equatoriaal-Guinea · Estland · Ethiopië · Fiji · Filipijnen · Finland · Frankrijk · Gabon · Gambia · Gezamenlijk team · Ghana · Grenada · Griekenland · Groot-Brittannië · Guam · Guatemala · Guinee · Guyana · Haïti · Honduras · Hongarije · Hongkong · Ierland · IJsland · India · Indonesië · Irak · Iran · Israël · Italië · Ivoorkust · Jamaica · Japan · Jemen · Jordanië · Kaaimaneilanden · Kameroen · Kenia · Koeweit · Kroatië · Laos · Lesotho · Letland · Libanon · Libië · Liechtenstein · Litouwen · Luxemburg · Madagaskar · Malawi · Malediven · Maleisië · Mali · Malta · Marokko · Mauritanië · Mauritius · Mexico · Monaco · Mongolië · Mozambique · Myanmar · Namibië · Nederland · Nederlandse Antillen · Nepal · Nicaragua · Nieuw-Zeeland · Niger · Nigeria · Noord-Korea · Noorwegen · Oeganda · Oman · Oostenrijk · Pakistan · Panama · Papoea-Nieuw-Guinea · Paraguay · Peru · Polen · Portugal · Puerto Rico · Qatar · Roemenië · Rwanda · Saint Vincent‑Grenadines · Salomonseilanden · Samoa · San Marino · Saoedi-Arabië · Senegal · Seychellen · Sierra Leone · Singapore · Slovenië · Soedan · Spanje · Sri Lanka · Suriname · Swaziland · Syrië · Tanzania · Thailand · Togo · Tonga · Trinidad en Tobago · Tsjaad · Tsjecho-Slowakije · Tunesië · Turkije · Uruguay · Vanuatu · Venezuela · Verenigde Arabische Emiraten · Verenigde Staten · Vietnam · Zaïre · Zambia · Zimbabwe · Zuid-Afrika · Zuid-Korea · Zweden · Zwitserland · Onafhankelijke olympische deelnemers